# Хосраві (Іран)
Хосраві (перс. خسروی, також романізоване як Khosravī; також відомий як Khosrowvī, Khūsrawī та Khūsrovī) — село в сільському окрузі Алванд, центральному окрузі округу Каср-Шірін, провінція Керманшах, Іран. За даними перепису 2006 року, його населення становило 11 осіб, що проживали у складі 5 сімей. Село населене курдами. Має початок трансазійської Автомагістралі AH2.

## Історія
Хосраві більше тисячі років, а історія митниці Хосраві нараховує понад 100 років. 10 травня 1992 року на кордоні Хосраві обміняли невідому кількість іракських та іранських військовополонених; 19 травня 1993 року там було звільнено ще 200 іракських військовополонених; а 18 серпня 1995 року близько 100 іракських військовополонених було звільнено поблизу ірансько-іракського кордону Мундхарієх-Хосраві. У жовтні 1995 року Іран та Ірак домовилися про обмін останками військових, загиблих з обох сторін під час війни, через прикордонний пункт Хосраві. Інший обмін військовополоненими відбувся в березні 2003 року. Перша група іранських релігійних туристів вирушила до Іраку 15 серпня 1998 року через Хосраві після 20 років закритого кордону для паломників. До 2003 року Хосраві був єдиним офіційним і діючим пунктом пропуску між Іраном та Іраком.

## Географія
Хосраві відомий своєю близькістю 160 км до столиці Іраку Багдада, та до інших важливих міст, таких як Кербела.

## Прикордонна торгівля
Хосраві має довгу історію торгівлі з Іраком. Тут розташований найбільший міжнародний експортний термінал на Близькому Сході. Комерційний кордон Хосраві розташований на південь від терміналу Хосраві, поруч з його митницею. Благоустрій і мобілізація цього комерційного кордону проводиться з 2001 року. У меморандумі про взаєморозуміння, підписаному в 2006 році між генерал-губернатором провінції Керманшах і губернатором Сулейманії, сторони погодилися обмінюватися автозапчастинами та пальним через Хосраві. У середньому за 2014 рік через цей комерційний кордон пройшло 51 тис. експортних вантажів. Найважливішими товарами, які експортувалися з цього кордону до центральної та південної частин Іраку, були цемент, плитка, залізні вироби, фрукти та овочі. За даними 2016, червня 2018 та 2021 років, комерційні обміни та прикордонну торгівлю здійснюють до 500 вантажівок щодня. У 2021 році експорт досяг $687 млн.